# Abaste
Nella mitologia greca,  Abaste  era il nome di uno dei cavalli di Ade.

## Il mito
Lo spaventoso cocchio di Ade, dio degli inferi, era fatto muovere da quattro cavalli neri: Aetone, Meteo, Nonio e appunto Abaste.

### Un'altra versione del mito
Secondo alcuni mitografi Abaste era uno dei cavalli cannibali di Diomede.

### Moderna
- Anna Ferrari, Dizionario di mitologia, Litopres, UTET, 2006, ISBN 88-02-07481-X.
- Anna Maria Carassiti, Dizionario di mitologia classica, Roma, Newton, 2005, ISBN 88-8289-539-4.